# Beta Kentauri
Beta Kentauri (latinizovano od β Kentauri, skraćeno Beta Ken, β Ken), sa zvaničnim imenom Hadar, jeste trozvezdani sistem u južnom sazvežđu Kentaurija. Kombinovana vizuelna magnitude sistema od 0,61 čini ovu zvezdu drugim najsjajnijim objektom u Kentauri saszvežđu i jednom od najsjajnijih zvezda na noćnom nebu. Prema merenjima paralakse sa astrometrijskog satelita Hiparkos, rastojanje do ovog sistema je oko 390 ± 20 svetlosnih godina (120 ± 6 parseksa).
Beta Kentauri je dobro poznata na južnoj hemisferi kao unutrašnji od dva „pokazivača” na sazvežđu Južni krst. Linija napravljena od spoljašnjeg pokazivača, Alfa Kentaurija, kroz Beta Kentauri vodi do blizine od nekoliko stepeni od Gakruksa, zvezde na severnom kraju krsta. Koristeći Gakruks, navigator može da povuče liniju s Akruksom na južnom kraju da bi se efektivno odredio jug.

## Nomenklatura
β Kentauri (latinizovano kao Beta Kentauri) je Bajerova oznaka zvezdanog sistema.
On je nosio je tradicionalna imena Hadar i Agena. Hadar dolazi od arapskog حضار (značenje korena je „biti prisutan“ ili „na zemlji“ ili „naseljeno, civilizovano područje“), dok se smatra da ime Agena /əˈdʒiːnə/ potiče od latinskog genua, što znači „kolena“, sa pozicije zvezde na levom kolenu kentaura prikazanog u sazvežđu Kentaura. U 2016. godini, Međunarodna astronomska unija organizovala je Radnu grupu za imena zvezda (WGSN) za katalogizaciju i standardizaciju imena zvezda. WGSN je odobrila ime Hadar za zvezdu β Kentauri Aa 21. avgusta 2016. i sada je tako uneto u IAU Katalog imena zvezda.
Kineski naziv za zvezdu je 马腹一 (mandarinski: mǎ fù yī, „Prva zvezda konjskog stomaka“).
Narod Burong autohton u sadašnjoj severozapadnoj Viktoriji, Australija, nazvao ju je Bermbermgl (zajedno sa α Kentauri), dva brata koji su bili poznati po svojoj hrabrosti i destruktivnosti, i koji su kopljem ubili Čingala, „Emu“ (maglina Ugljenca). Narod Votjobaluk nazvao je dva brata Bram-bram-bult.

## Vidljivost
Beta Kentauri je jedna od najsjajnijih zvezda na nebu sa magnitudom 0,61. Njena svetlost varira za nekoliko stotinki magnitude, mada je to premalo da bi bilo uočljivo golim okom. Zbog svog spektralnog tipa i detekcije pulsiranja, Aa komponenta je klasifikovana kao β Kefei varijabla.
Beta Kentauri je dobro poznat na južnoj hemisferi kao unutrašnji od dva „pokazivača“ na sazvežđe Krst, popularno poznato kao Južni krst. Linija napravljena od drugog pokazivača, Alfa Kentauri, kroz Beta Kentauri vodi do nekoliko stepeni od Gakruksa, zvezde na severnom kraju krsta. Koristeći Gakruks, navigator može povući liniju sa Akruksom na južnom kraju kako bi efikasno odredio jug.

## Literatura
- Centaurus, by Chris Dolan
- C.S. Constellations and Stars
- Constellations, by Richard Dibon-Smith
- Dalrymple, Les (мај 2013). „Exploring the M83 Galaxy Group”. Sky & Telescope. 125 (5): 38—41. Bibcode:2013S&T...125e..38D.
- Levy, David H. (2005). Deep Sky Objects. Prometheus Books. ISBN 978-1-59102-361-6.
- Makemson, Maud Worcester (1941). The Morning Star Rises: an account of Polynesian astronomy. Yale University Press. стр. 281. Bibcode:1941msra.book.....M.
- Ridpath, Ian; Tirion, Wil (2017). Stars and Planets Guide. London: Collins. ISBN 978-0-00-823927-5. US edition by Princeton University Press, Princeton.  978-0-69-117788-5.
- Steinicke, Wolfgang (2007),  Jakiel, Richard, ур., Galaxies and How to Observe Them, Springer, ISBN 9781852337520
- „Centaurus, constellation boundary”. The Constellations. Архивирано из оригинала 04. 06. 2013. г. Приступљено 15. 2. 2014.
- Staff (2. 7. 2018). „First confirmed image of newborn planet caught with ESO's VLT – Spectrum reveals cloudy atmosphere”. EurekAlert!. Архивирано из оригинала 02. 07. 2018. г. Приступљено 2. 7. 2018.
- Müller, a.;  . „Orbital and atmospheric characterization of the planet within the gap of the PDS 70 transition disk” (PDF). ESO. Архивирано (PDF) из оригинала 2018-07-02. г. Приступљено 2. 7. 2018.
- Keppler, M.;  . „Discovery of a planetary-mass companion within the gap of the transition disk around PDS 70” (PDF). ESO. Архивирано (PDF) из оригинала 2018-07-02. г. Приступљено 2. 7. 2018.
- Allen, Richard Hinckley (1963). Star Names: Their Lore and Meaning. Dover. стр. 279. ISBN 978-0-486-21079-7.

## Spoljašnje veze
- Kaler, James B. „HADAR (Beta Centauri)”. Stars. University of Illinois. Приступљено 19. 12. 2011.